# 千葉縣護國神社
千葉縣護國神社（ちばけんごこくじんじゃ）は、千葉県千葉市若葉区にある神社（護国神社）である。神紋は丸に桜紋。

## 概要
戊辰戦争から太平洋戦争に至るまでの、千葉県出身の国事・戦争殉難者を祀る神社。合祀祭神は2022年2月現在で5万7828柱。

## 歴史
明治11年（1878年）1月27日に柴原和初代県令の発起により、「千葉縣招魂社」として創建され、明治維新で亡くなった佐倉藩の安達直次郎盛篤ら16人の霊が祀られた。昭和14年（1939年）、招魂社の制度が護国神社に改められるのに伴い「千葉縣護國神社」と改称した。昭和18年（1943年）4月には主務大臣により1県1社の「護國神社」として指定される。
元の鎮座地は千葉県庁公園内で、明治22年（1889年）に千葉神社境内に遷座したが、境内が狭いことから、昭和12年（1937年）より亥鼻山への遷座がすすめられた。昭和18年（1943年）に新社殿が竣工し、同年4月19日に鎮座祭が行われた。しかし、昭和20年（1945年）7月、千葉市街の大半を焼失する戦災により、社殿を焼失した。
第二次大戦後は、軍国主義施設とみなされるのを防ぐ目的で頌徳神社に改称した。主権回復後の昭和27年（1952年）に千葉縣護國神社に復称した。
昭和42年（1967年）9月30日、亥鼻山から中央区弁天に遷座した。平成8年（1996年）、神社本庁の別表神社に加列された。
昭和48年（1973年）10月13日、第28回国民体育大会開会式に合わせて来県した昭和天皇・香淳皇后、皇太子明仁親王・同妃美智子が親拝 ・参拝。昭和53年（1978年）10月、創立百年大祭を春季例大際に併せて斎行。
平成23年5月には特攻勇士の像が建立された。
戦没者遺族の高齢化や建物の老朽化に伴い、令和4年（2022年）2月に中央区弁天3丁目16-1から現在地に遷座した。

## 所在地
千葉県千葉市若葉区桜木4丁目1番1号

## 祭礼
- 季例大祭
  - 春（4月10日）
  - 秋（10月10日）

- みたま祭
  - 7月13日-16日